# تینوود
تینوود (به لاتین: Tynwałd) یک منطقهٔ مسکونی در لهستان است که در Gmina Iława واقع شده‌است.